# كريس ماكولا
كريس ماكولا (بالإنجليزية: Chris McCullough)‏ مواليد 5 فبراير 1995 في ذا برونكس، هو لاعب كرة سلة أمريكي. بدأ مسيرته الاحترافية في سنة 2015. تم اختياره من قبل فريق بروكلين نتس خلال الدرافت. يلعب مع واشنطن ويزاردز في الرابطة الوطنية لكرة السلة. يحمل الرقم 1. يبلغ طوله 6 قدم 9 بوصة (2.1 م).

## إحصائيات المسيرة

### الموسم الاعتيادي
| السنة   | الفريق         | لعب | بدأ | دقيقة | ميداني% | ثلاثية | حرة  | ارتداد | صنع | استلاب | تصدي | نقطة |
| ------- | -------------- | --- | --- | ----- | ------- | ------ | ---- | ------ | --- | ------ | ---- | ---- |
| 2015–16 | بروكلين نتس    | 24  | 4   | 15.1  | .404    | .382   | .478 | 2.8    | .4  | 1.2    | .5   | 4.7  |
| 2016–17 | بروكلين نتس    | 14  | 0   | 5.1   | .516    | .167   | .667 | 1.2    | .1  | .1     | .1   | 2.5  |
| 2016–17 | واشنطن ويزاردز | 2   | 0   | 4.0   | .000    | .000   | .500 | 1.0    | .0  | .5     | .0   | .5   |
| المسيرة |                | 40  | 4   | 11.1  | .426    | .341   | .500 | 2.2    | .3  | .8     | .4   | 3.7  |

## روابط خارجية
- كريس ماكولا على موقع إن بي أي (الإنجليزية)
- كريس ماكولا على موقع الدوري التايواني الممتاز لكرة السلة (الصينية)
- كريس ماكولا على موقع سبورتس رفرنس (الإنجليزية)
- كريس ماكولا على موقع كرة السلة الأوروبية.كوم (الإنجليزية)
- كريس ماكولا على موقع إي إس بي إن.كوم (الإنجليزية)
- كريس ماكولا على موقع كلية كرة السلة في سبورتس رفرنس.كوم (الإنجليزية)
- كريس ماكولا على موقع ريلجم (الإنجليزية)
- كريس ماكولا على موقع بروبوليرز (الإنجليزية)
- كريس ماكولا على موقع سبورتس رفرنس (الإنجليزية)
- كريس ماكولا على موقع سبورتس رفرنس (الإنجليزية)